# Carmen Sánchez (Leichtathletin)
Carmen Sánchez Silva (* 28. November 1990) ist eine spanische Leichtathletin, die sich auf den Sprint spezialisiert hat.

## Sportliche Laufbahn
Erste internationale Erfahrungen sammelte Carmen Sánchez im Jahr 2007, als sie bei den Jugendweltmeisterschaften in Ostrava im 200-Meter-Lauf mit 25,07 s im Halbfinale ausschied und mit der spanischen Sprintstaffel (1000 Meter) verpasste sie mit 2:15,66 min den Finaleinzug. Kurz darauf scheiterte sie beim Europäischen Olympischen Jugendfestival (EYOF) in Belgrad mit 12,16 s in der ersten Runde über 100 Meter. Im Jahr darauf kam sie bei den Juniorenweltmeisterschaften in Bydgoszcz mit 24,92 s nicht über die Vorrunde über 200 Meter aus und verpasste mit der spanischen 4-mal-100-Meter-Staffel mit 45,88 s den Finaleinzug. Auch bei den Leichtathletik-Junioreneuropameisterschaften 2009 in Novi Sad schied sie mit 24,96 s im Vorlauf über 200 Meter aus und mit 47,34 s auch im Staffelbewerb. 2018 startete sie mit der Staffel bei den Europameisterschaften in Berlin und verfehlte dort mit 3:33,18 min den Finaleinzug. Zuvor gewann sie bei den Mittelmeerspielen in Tarragona in 3:31,54 min die Bronzemedaille hinter den Teams aus Portugal und Argentinien. Im Jahr darauf erreichte sie bei den Europaspielen in Minsk nach 3:20,55 min Rang zehn in der Mixed-Staffel. Bei den World Athletics Relays 2021 im polnischen Chorzów verpasste sie mit 3:34,92 min den Finaleinzug in der 4-mal-200-Meter-Staffel.
In den Jahren 2016 und 2019 wurde Sánchez spanische Meisterin in der 4-mal-100-Meter-Staffel.

## Persönliche Bestzeiten
- 200 Meter: 23,74 s (+0,4 m/s), 10. Juni 2017 in Castellón de la Plana
  - 200 Meter (Halle): 24,24 s, 5. März 2016 in Madrid
- 400 Meter: 53,46 s, 25. August 2019 in Madrid
  - 400 Meter (Halle): 54,22 s, 19. Februar 2017 in Salamanca